# Вири (гміна)
Гміна Вири (пол. Gmina Wyry) — сільська гміна у південній Польщі. Належить до Міколовського повіту Сілезького воєводства.
Станом на 31 грудня 2011 у гміні проживало 7234 особи.

## Територія
Згідно з даними за 2007 рік площа гміни становила 34.45 км², у тому числі:
- орні землі: 55.00%
- ліси: 38.00%

Таким чином, площа гміни становить 14.88% площі повіту.

## Населення
Станом на 31 грудня 2011:
| Опис     | Загалом | Загалом | Чоловіки | Чоловіки | Жінки | Жінки |
| -------- | ------- | ------- | -------- | -------- | ----- | ----- |
| одиниця  | осіб    | %       | осіб     | %        | осіб  | %     |
| все      | 7234    | 100     | 3556     | 49.16    | 3678  | 50.84 |
| міське   | 0       | 100     | 0        |          | 0     |       |
| сільське | 7234    | 100     | 3556     | 49.16    | 3678  | 50.84 |

## Сусідні гміни
Гміна Вири межує з такими гмінами: Коб'юр, Лазіська-Ґурне, Міколув, Ожеше.